# المبسوط في القراءات العشر
المبسوط في القراءات العشر هو كتاب من تأليف أبو بكر أحمد بن الحسين بن مهران الأصبهاني الأصل النيسابوري.
والقراءات العشر: هي قراءة نافع وابن كثير وأبي عمرو وابن عامر وعاصم وحمزة والكسائي وأبي جعفر ويعقوب وخلف.

## وصف
بين مؤلفه أن المبسوط إنما هو شرح لكتاب ألفه واسمه الشامل، قال المؤلف:« سألتم  شرح كتاب "الشامل" وبسطه وتفصيله وإيضاحه، ووصف تم ما فيه من الإيجاز والاختصار بحيث لاتبلغه أفهامكم ولا تلحقه أذهانكم، وقد أعلمتكم أني صنفته للفهم البصير، الحاذق التحرير، الذي تبحر في هذا الباب وتفنن في العلوم والآداب، وقد سألتم تبيينه، والتمستم تفصيله فإني أبلغ من تسهيل غامضه، وتفتيح منغلقه، ما يبلغه الوسع ويسعه الطوق، مستعينا بالله تعالى عليه، ومتحريا جميل مثوبته فيه لتدركه أفهامكم ويسعد بمعرفته خاصكم وعامكم».
يعدّ هذا الكتاب من الكتب المعتمدة في القراءات، فقد اعتمد عليه جماعة من أهل العلم منهم: ابن الجزري في النشر، والنويري في شرح طيبة النشر.

### تنبيه المؤلف على أوهام القراء
اهتم المؤلف بأوهام القراء الواقعة في القراءات والروايات فمن ذلك: 
قال المؤلف: قوله ﴿ارْكَبْ مَعَنَا﴾ [هود 42].
حدثني أبو علي الصفار المقرئ قال: اختلف في هذا الحرف رجلان عند ابن مجاهد فسألاه فقال: لا يظهر إلا حمزة، وهذا غلط منه، وإنما وهم فيه لأنه لم يكن قرأ لعاصم وابن عامر ونافع إلا براوية إسماعيل.
وأراه لم يكن رآه مرويا منصوصا بالإظهار إلا لحمزة فقد رأنه لسائر القراء بالإدغام وليس كذلك.
وقد قرأه بالإظهار عاصم وابن عامر وحمزة وخلف، ونافع برواية قالون، ويعقوب إظهارا خفيا غير مشبع.
وقرأت في رواية أبي نشيط عن قالون بالإدغام مثل سائر القراء. واختلف عن حمزة أيضاً، فروى أبو عمر عن سليم ﴿يُعَذِّبُ مَنْ يَشَاءُ﴾ [البقرة 284] و ﴿ارْكَبْ مَعَنَا﴾ [هود 42] بالإدغام فيهما.

### اعتماد العلماء على كتاب المبسوط
اعتمد على كتاب المبسوط لابن مهران النيسابوري جماعة من أهل العلم منهم: ابن الجزري في النشر في القراءات العشر، والنويري في شرح طيبة النشر.

### انتقاد بعض أهل العلم بعض ما ذهب إليه ابن مهران في الكتاب
من ذلك انتقاد علي بن محمد بن سالم النوري المالكي في كتابه غيث النفع في القراءات العشر فقد قال: وما ذكره ابن مهران وتبعه الجعبري من جواز النقل فهو خلاف الصحيح والمقروء به كما ذكره غير واحد.

## نموذج من الكتاب
سورة الرعد، بِسْمِ اللَّهِ الرَّحْمَنِ الرَّحِيمِ
1 - قرأ ابن كثير وأبو عمرو وحفص عن عاصم ويعقوب ﴿وَزَرْعٌ وَنَخِيلٌ صِنْوَانٌ وَغَيْرُ صِنْوَانٍ﴾ [سورة الرعد، الآية: 4] وقرأ الباقون كله بالخفض.
وقرأت على أبي بكر النقاش فذكر في رواية الحلواني، عن القواس، عن حفص ﴿صِنْوَانٌ وَغَيْرُ صِنْوَانٍ﴾ بضم الصاد فيهما.
- وقد ذكرت في الأسانيد أنه قال: قرأت على جماعة بقراءة حفص عن عاصم فلم يختلفوا علي في شيء إلا في حرف واحد وهو هذا الحرف.